# Cattleya dormaniana
Cattleya dormaniana är en orkidéart som först beskrevs av Heinrich Gustav Reichenbach, och fick sitt nu gällande namn av Heinrich Gustav Reichenbach. Cattleya dormaniana ingår i släktet Cattleya och familjen orkidéer. Inga underarter finns listade i Catalogue of Life.